# Férfi 4 × 7,5 km-es biatlonváltó a 2006. évi téli olimpiai játékokon
A 2006. évi téli olimpiai játékokon a biatlon férfi 4 × 7,5 km-es váltó versenyszámát február 21-én rendezték Cesana San Sicarióban.
Az aranyérmet a Ricco Groß, Michael Rösch, Sven Fischer és Michael Greis összetételű német váltó nyerte. A második helyen az oroszok végeztek (Ivan Cserezov, Szergej Csepikov, Pavel Rosztovcev, Nyikolaj Kruglov), huszonhárom másodperccel megelőzve a francia csapatot (Julien Robert, Vincent Defrasne, Ferreol Cannard, Raphaël Poirée).

## Végeredmény
A csapatok tagjainak mindkét sorozatban 8 lövési kísérlete volt az 5 célpontra. Minden hibás találat után 150 méter büntetőkört kellett megtennie a hibázó versenyzőnek. Az időeredmények másodpercben értendők. A lövőhibáknál sorozatonként az első szám a hibás találatot, a második szám az 5 darab kísérleten felüli plusz kísérletek számát mutatják.
| Helyezés | Csapat                                                                                                | Idő                                       | Lövőhiba (F+Á)                           | Hátrány |
| -------- | --- | ----------------------------------------- | ---------------------------------------- | ------- |
| Arany    | Németország (GER) · Ricco Groß · Michael Rösch · Sven Fischer · Michael Greis                         | 1:21:51,5 20:47,1 19:42,5 21:11,6 20:10,3 | 0+3 1+5 0+0 0+1 0+0 0+0 0+1 1+3 0+2 0+1  |         |
| Ezüst    | Oroszország (RUS) · Ivan Cserezov · Szergej Csepikov · Pavel Rosztovcev · Nyikolaj Kruglov            | 1:22:12,4 21:10,0 20:09,7 20:40,0 20:12,7 | 0+6 0+0 0+3 0+0 0+0 0+0 0+2 0+0 0+1 0+0  | +20,9   |
| Bronz    | Franciaország (FRA) · Julien Robert · Vincent Defrasne · Ferreol Cannard · Raphaël Poirée             | 1:22:35,1 21:33,8 19:45,3 21:02,1 20:13,9 | 0+2 0+4 0+0 0+0 0+1 0+0 0+1 0+1 0+0 0+3  | +43,6   |
| 4.       | Svédország (SWE) · Jakob Borjesson · Björn Ferry · Mattias Nilsson · Carl Johan Bergman               | 1:22:35,1 21:35,3 20:20,5 20:27,5 20:11,8 | 0+5 0+7 0+2 0+2 0+0 0+3 0+2 0+1 0+1 0+1  | +43,6   |
| 5.       | Norvégia (NOR) · Halvard Hanevold · Stian Eckhoff · Frode Andresen · Ole Einar Bjørndalen             | 1:23:03,6 21:33,1 20:22,1 21:52,9 19:15,5 | 2+5 0+4 0+2 0+0 0+0 0+2 2+3 0+2 0+0 0+0  | +1:12,1 |
| 6.       | Csehország (CZE) · Ondrej Moravec · Zdeněk Vítek · Roman Dostál · Michal Šlesingr                     | 1:23:04,0 20:44,6 20:47,4 20:57,7 20:34,3 | 0+1 1+10 0+0 0+1 0+1 1+3 0+1 0+3 0+0 0+3 | +1:12,5 |
| 7.       | Ukrajna (UKR) · Olekszandr Bilanyenko · Andrij Derizemlja · Olekszij Korobejnyikov · Ruszlan Liszenko | 1:23:40,4 21:32,6 20:10,3 20:52,7 21:04,8 | 0+5 1+6 0+2 0+1 0+1 0+1 0+1 1+3          | +1:48,9 |
| 8.       | Olaszország (ITA) · Christian De Lorenzi · Rene Laurent Vuillermoz · Paolo Longo · Wilfried Pallhuber | 1:23:40,9 20:48,8 20:05,2 21:53,2 20:53,7 | 0+6 2+4 0+2 0+0 0+1 0+1 0+0 2+3 0+3 0+0  | +1:49,4 |
| 9.       | Egyesült Államok (USA) · Jay Hakkinen · Timothy Burke · Lowell Bailey · Jeremy Teela                  | 1:24:23,4 20:40,8 21:05,9 21:17,1 21:19,6 | 0+6 1+11 0+1 0+2 0+3 0+3 0+1 0+3 0+1 1+3 | +2:31,9 |
| 10.      | Szlovénia (SLO) · Janez Marič · Janez Ožbolt · Klemen Bauer · Matjaž Poklukar                         | 1:25:01,4 21:19,3 20:57,9 21:39,9 21:04,3 | 0+4 1+6 0+3 0+1 0+0 0+1 0+1 1+3 0+0 0+1  | +3:09,9 |
| 11.      | Fehéroroszország (BLR) · Aljakszandr Sziman · Szjarhej Novikav · Rusztam Valiulin · Aleh Rizsankov    | 1:25:04,1 22:04,4 20:36,0 21:46,4 20:37,3 | 0+6 1+9 0+3 0+2 0+1 0+1 0+2 1+3 0+0 0+3  | +3:12,6 |
| 12.      | Japán (JPN) · Kaszahara Tacumi · Isza Hidenori · Szuga Kjódzsi · Szaitó Sinja                         | 1:25:15,6 21:22,0 20:39,0 20:48,6 22:25,9 | 2+6 0+5 0+1 0+1 0+1 0+2 2+3 0+1          | +3:24,1 |
| 13.      | Lengyelország (POL) · Wiesław Ziemianin · Tomasz Sikora · Michał Piecha · Krzysztof Pływaczyk         | 1:26:57,0 20:56,5 20:01,2 23:37,6 22:21,7 | 0+5 2+5 0+0 0+1 0+1 0+0 0+2 2+3 0+2 0+1  | +5:05,5 |
| 14.      | Szlovákia (SVK) · Pavol Hurajt · Dušan Šimočko · Miroslav Matiaško · Marek Matiaško                   | 1:27:44,9 22:53,5 21:37,2 22:11,3 21:02,9 | 3+10 0+9 2+3 0+2 0+2 0+1 1+3 0+3 0+2 0+3 | +5:53,4 |
| 15.      | Észtország (EST) · Dimitri Borovik · Indrek Tobreluts · Roland Lessing · Priit Viks                   | 1:27:48,9 21:43,0 21:35,5 21:20,7 23:09,7 | 0+10 2+6 0+3 0+0 0+2 0+2 0+2 0+1 0+3 2+3 | +5:57,4 |
| 16.      | Lettország (LAT) · Jānis Bērziņš · Edgars Piksons · Raivis Zīmelis · Ilmārs Bricis                    | 1:28:10,6 22:21,5 21:11,5 23:55,2 20:42,4 | 2+7 3+5 1+3 0+0 0+1 0+0 1+3 3+3 0+0 0+2  | +6:19,1 |
| 17.      | Ausztria (AUT) · Daniel Mesotitsch · Friedrich Pinter · Ludwig Gredler · Christoph Sumann             | 1:28:26,4 23:32,6 21:50,5 21:54,1 21:09,2 | 1+7 0+4 1+3 0+2 0+0 0+0 0+3 0+0 0+1 0+2  | +6:34,9 |